# Sylvain Ledda
Pour les articles homonymes, voir Ledda.
Sylvain Ledda, né en 1971, est un enseignant-chercheur, écrivain et metteur en scène français, spécialiste d'Alfred de Musset et du théâtre romantique. Il est professeur de littérature française à l'Université de Rouen-Normandie depuis 2013.
Il a publié plusieurs ouvrages sur le théâtre des années 1830 ainsi que sur Musset. Il a mis en scène Un caprice de Musset en 2010.
Il a été professeur à l'Université de Nantes, puis professeur à l'université de Rouen.
Il est aussi trésorier de l'Association des amis d'Alfred de Vigny.

## Biographie
Agrégé de lettres modernes en 1996, Sylvain Ledda soutient en 2006 une thèse de doctorat à l’Université de Nantes intitulée La Représentation de la mort sur la scène romantique (1827-1835). Il obtient en 2010 une habilitation à diriger des recherches à l’Université Paris-Sorbonne consacrée à Musset, la mort et la fantaisie.
Il devient maître de conférences à l’Université de Rouen (2007-2011), puis professeur à l’Université de Nantes (2011-2013), avant de revenir comme professeur à l’Université de Rouen-Normandie à partir de 2013. Il y dirige le Département de lettres modernes de 2017 à 2019 et coordonne l’axe « Arts de la scène et de l’écran » du laboratoire CÉRÉdI.
Ses recherches portent sur le romantisme (notamment Alfred de Musset, Gérard de Nerval, Alfred de Vigny), les représentations littéraires de la mort, les relations entre littérature, musique et arts visuels, ainsi que les transferts culturels au XIXe siècle.

## Mises en scène
- 2001 : L'Intruse de Maurice Maeterlinck, Théâtre du Nord-Ouest
- 2001 : Œdipe de Corneille, Théâtre du Nord-Ouest
- 2005 : Les Acteurs de bonne foi de Marivaux, Théâtre du Nord-Ouest
- 2005 : Les Précieuses ridicules de Molière, Théâtre Essaïon
- 2010 : Un caprice d'Alfred de Musset

## Publications

### Livres
- 2009 : Des feux dans l’ombre. La Représentation de la mort sur la scène romantique, Paris, Champion.
- 2010 : Alfred de Musset: Les fantaisies d'un enfant du siècle, coll. « Découvertes Gallimard/Littératures » (no 560)[1]
- 2012 : L'Éventail et le dandy. Essai sur Musset et la fantaisie, Genève, Droz.
- 2012 : Musset, ou le Ravissement du proverbe, Paris, PUF.
- 2013 : Paris romantique. Tableaux d'une ville disparue, Paris, CNRS Éditions.
- 2014 : Alexandre Dumas, Folio biographie.
- 2016 : Ravel, Folio biographie.
- 2024 : On ne badine pas avec l'amour d'Alfred de Musset : ou les cœurs égarés, Paris, Champion.

### Direction d'ouvrages
- 2009 : (avec Frank Lestringant) Musset, un romantique né classique, Toulouse, Presses universitaires du Mirail.
- 2010 : (avec Patrick Berthier et Frank Lestringant) Territoires de Musset, actes du colloque de Vendôme.
- 2012 : Lectures de Musset, Rennes, Presses universitaires de Rennes.
- 2013 : (avec Frank Lestringant et Gisèle Séginger) Poétique de Musset, actes du colloque de Cerisy-la-Salle, Rouen, Presses universitaires de Rouen et du Havre.

### Articles sélectionnés
- 2004 : « Gauthier, juge du théâtre de Musset », Bulletin de la société Théophile Gautier, n°26.
- 2005 : « La femme n'était pour lui qu'un modèle... », Bulletin de la société Théophile Gautier, n°27.
- 2009 : « Le Poète Déchu », in Musset, un romantique né classique.
- 2012 : « Éditer le théâtre de Musset. Entretien avec Frank Lestringant », in Lectures de Musset.
- 2022 : « Ce que la sociocritique fait au théâtre », avec Esther Pinon, *Études françaises*, vol. 58, n°3.
- 2024 : « Est-ce que nous ne vivons pas des morts ? », *L’Année balzacienne*, n°25.

### Activité critique récente
- 2024 : Publie une recension universitaire de l’ouvrage L’impressionnisme – de la photographie à la peinture du photographe Réhahn dans la revue Fabula[2].

## Distinctions
- 2009 : Prix Alfred de Vigny pour Des feux dans l’ombre.